# Tonio Kröger
Tonio Kröger è un racconto di Thomas Mann (premio Nobel per la letteratura nel 1929), pubblicato nel febbraio del 1903 sulla Neue Deutsche Rundschau, e nello stesso anno presso l'editore Fischer nella raccolta Tristan. Sechs Novellen. La novella era stata terminata l'anno precedente.

## Tema
È la storia di una iniziazione: del lento pervenire del giovane Tonio alla coscienza di essere diverso dai coetanei, dell'isolamento della sua sensibilità, che si dibatte nell'antinomia tra le sue origini borghesi e l'attrazione per l'arte, quasi coincidente con l'autobiografia dello stesso Mann.
Mann approfondisce nella prima parte del lavoro (capitoli I e II) l'analisi del disagio adolescenziale nel quale, con spirito veramente innovatore, ravvisa le fasi del formarsi di una coscienza artistica. Altro rilevante problema affrontato da Mann è quello relativo alla corretta individuazione e definizione del concetto di "artista": chi egli sia, quali i suoi problemi, come debba comportarsi nel mondo. Tale era l'importanza che Mann attribuiva al tema che, a lungo, il titolo provvisorio della novella rimase Literatur.

## Trama
Tonio è un ragazzo borghese, caratterizzato da un'estrema sensibilità e dall'incipiente temperamento artistico, figlio del console e grossista di grano Kröger e di una bella donna del Sud Europa o del Sud America. Dalla madre ha ereditato gli occhi scuri e il volto dalle fattezze squadrate (oltre che il nome inusuale, preso dallo zio materno Antonio). Vive in una vecchia casa in una città affacciata sul Mar Baltico.
Cresciuto in ambiente mercantile, dove ciò che conta sono gli affari della ditta di famiglia, egli avverte una forte divaricazione fra questa vita e il sentimento di attrazione che esercitano su di lui gli artisti e il mondo intellettuale. La dicotomia tra il padre autoritario e la madre, spirito libero, sembra ricalcare questi poli contrapposti; soltanto nell'ultimo capitolo troverà quell'intuizione che farà da preludio a una possibile risoluzione.
Nel primo periodo Tonio si appassiona un po' morbosamente a due giovani, il compagno di scuola Hans Hansen e la giovane ragazza Ingeborg Holm, entrambi di fattezze nordiche, occhi azzurri e capelli chiari. In seguito al dolore per la morte del padre e delle seconde nozze della madre, Tonio decide di girovagare per l'Italia, dove si perde nella concupiscenza dei sensi (capitolo III). Un Tonio Kröger più maturo e ormai artista formato conversa (IV capitolo) con la pittrice Lisaweta Iwanowna sul tema dell'arte, interrogandosi su chi sia l'artista, e ricevendone la sentenza finale che egli è soltanto "un borghese su strade sbagliate".

### Capitoli

#### I
Il quattordicenne Tonio rimane profondamente colpito dal fresco e semplice Hans, un ragazzo da lui reputato straordinariamente bello: Tonio lo ama di sincero affetto, quella forma d'amore che soltanto durante l'adolescenza può sbocciare. Il biondo Hans appare, sia esteriormente sia caratterialmente, l'esatto contrario di Tonio: l'uno difatti ama gli sport e la vita all'aria aperta, mentre l'altro è già un appassionato e studioso letterato.
Tonio suona il violino, compone già versi e ha scritto un libretto d'opera tratto da un episodio del Don Carlos di Schiller: invidia un po' l'amico nordico a causa della sua schiettezza di fronte al mondo, cosa che a lui invece risulta da sempre tanto difficile. La difficoltà di condividere qualcosa assieme fa soffrire Tonio, che si scopre così acutamente geloso di Hans: purtroppo per lui però i due rimangono di fatto estranei.

#### II - III
Sintetizza i due precedenti, e mostra quale sia stato il naturale sbocco dei giovanili turbamenti del protagonista: si è dedicato alla letteratura, cioè all'arte, ma non ha saputo resistere alla concupiscenza, e si è perduto così nelle "turpi passioni". Questo capitolo mostra però anche che Tonio Kröger ha cominciato a trovare la sua via: sebbene oscilli ancora fra l'amore per le cose "semplici, umane e mediocri" e la tendenza alla realizzazione artistica più alta, si è reso conto che la sofferenza è parte integrante degli animi sensibili che tendono all'arte, e che un prezzo bisogna comunque pagarlo per ottenere quanto si desidera.

#### IV
Contiene la famosa conversazione con l'amica russa Lisaweta Iwanowna. Con lei Tonio Kröger discute in un pomeriggio primaverile nel suo atelier a Monaco, ma le sue tesi vengono respinte da Lisaweta che, alla fine della conversazione, lo liquiderà di fatto definendolo un borghese sviato.

#### V
Contiene ancora una conversazione di Tonio con l'amica russa cui comunica la sua intenzione di recarsi in Danimarca passando per la sua città natale al fine di risentire quei nomi, rivedere quei volti, riassaggiare quei cibi.

#### VI
Tonio Kröger dopo 14 anni ritorna allora a Lubecca, la sua città natale. Questa prima tappa dell'avvicinamento alla casa paterna, vera meta del suo viaggio alla riscoperta delle origini, è carica di simbolismi. Qui, uno dopo l'altro rivede i luoghi della sua adolescenza e, poiché privo di documenti, rischia di essere anche arrestato perché scambiato per un malfattore in fuga verso la Danimarca. Il poliziotto Petersen, che compie l'interrogatorio, è la manifesta reincarnazione della figura paterna: difatti anche questi, come il padre un tempo, sembra rimproverargli, anche se non espressamente, il suo "stravagante" modo di vivere.

#### VII
Tonio Kröger raggiunge finalmente la Danimarca dove sosta alcuni giorni per poi ripartire alla volta di Aalsgaard.

#### VIII
Rappresenta uno dei momenti più significativi della novella per profondità descrittiva, analisi delle situazioni, esasperata introspezione psicologica. Tonio si trova in un hotel dove si sta svolgendo una festa da ballo. Il protagonista crede di vedere nella sala Inge e Hans, ma in realtà i due sono turisti provenienti da Helsingør. Egli proietta sui due turisti le figure di Hans e Inge poiché in loro riconosce la fisicità e le movenze dei due giovani. Tonio si rende conto che, nel sentimento originato dalla gioia di vederli così felici e spensierati c'è la chiave del suo futuro e del suo destino: essere un poeta, ma soprattutto un artista vero. Egli, definito da Lisaweta Iwanowna un borghese su strade sbagliate, intuisce (capitolo IX) che proprio il suo amore borghese sarà quello che farà la differenza, perché sa esprimere, meglio di altri, il conflitto tra la vita e l'arte.

#### IX
Questo breve e sintetico capitolo vede espresse le idee già descritte nel paragrafo precedente, e va annoverato come uno dei capolavori della letteratura tedesca, non solo per la liricità descrittiva, ma anche per la naturale esposizione, in maniera chiara e semplice, di concetti che sino ad allora avevano causato in Tonio Kröger un profondo contrasto esistenziale.

## La musicalità del lavoro
L'opera è intrisa di musicalità. Il principale riscontro di questa musicalità è individuabile nel fatto che intere frasi e periodi vengono ripetuti in corso d'opera come un leitmotiv ricorrente. Questo è naturale in quanto Mann era all'epoca ancora sotto il profondo influsso di quella che chiamerà la sua triade (Schopenhauer-Nietzsche-Wagner), e se del primo ha trasfuso nel lavoro il rigore morale e del secondo ha fatto esplodere alcune contraddizioni, si pensi, ad esempio, a ‘'Umano, troppo umano'’, del terzo ha sfruttato appunto il motivo ricorrente come conduttore dell'opera. Di fatto l'influsso goethiano che comparirà nella maturità e troverà la sua soluzione nel Doctor Faustus, qui è ancora del tutto assente.

## Il simbolismo
Il lavoro contiene, specialmente nel capitolo VI, numerosi richiami simbolici. L'autore, nel rappresentare l'elemento simbolico, si serve soprattutto delle luci. Quando Tonio Kröger torna nella sua città natale è preceduto da un uomo che su una lunga canna reca una fiammella accesa con cui, a una a una, va accendendo tutte le luci della via. L'elemento è significativamente usato dall'autore per indicare che gli istanti della memoria si vanno accendendo a uno a uno nella sua mente.
Anche al momento della partenza in nave per Copenaghen il ricorso simbolico è ancora una volta alle luci, e qui Mann introduce una gradazione luminosa per indicare da una parte la casa estiva dove trascorreva le ferie con i suoi genitori, e dall'altro il faro che con la sua vampata gli indica fermamente non solo le sue origini, ma anche l'assorbimento di un passato con il quale fino ad allora aveva lottato.

## Edizioni italiane
- Tonio Kröger, traduzione di E. Castellani, Collana di Opere brevi, Torino, Frassinelli Tipografo Editore, 1945.
- Tonio Kröger, traduzione di E. Castellani, Collana Le Pleiadi, Milano, Mondadori, agosto 1946.
- Tonio Kröger, traduzione di Anna Rosa Azzone Zweifel, Collana BUR, Milano, Rizzoli, 1954. introduzione di Giuliano Baioni, BUR, 1977; Aldo Peruzzo Editore, 1985.
- Tonio Kröger, traduzione di Salvatore Tito Villari, Collana I grandi libri, Milano, Garzanti, 1965. Prefazione di Carlo Bernari, Orpheus Libri, 1972.
- Tonio Kröger, traduzione di Anita Rho, Collana I Coralli n. 241, Torino, Einaudi, 1967.
- Tonio Kröger. Traduzione integrale con testo tedesco a fronte e note a commento terminali (PDF), su heinrichfleck.net, traduzione di Heinrich F. Fleck.
- La morte a Venezia. Cane e padrone. Tristano. Tonio Kröger, introduzione di Bruno Traversetti, trad. Bruna Maria Dal Lago Veneri, Newton Compton.
- La morte a Venezia. Tonio Kröger. Tristano, traduzione di Enrico Filippini. Postfazione di Furio Jesi, Collana Universale Economica I Classici, Milano, Feltrinelli, 1991.